# Cortes de Montblanch (1640)
Las Cortes de Montblanch de 1640 fueron convocadas pero no inauguradas debido a la Guerra de los Segadores.
Una vez que las anteriores Cortes de Barcelona (1632) volvieron a bloquearse, el conde-duque de Olivares intentó encontrar una solución al no querer renunciar a la Unión de Armas. El conde-duque convocó al virrey, el Dalmau de Queralt, conde de Santa Coloma, en Madrid para trazar un plan para acabar con esta situación. Decidieron que la próxima convocatoria sería en Montblanch, escogida por su difícil acceso, y se acordó iniciarlas el 15 de abril de 1640. Olivares no quería que se volviese a repetir un espectáculo como los dos anteriores. Le escribió al virrey "Lo de las cortes es negocio que no conviene tratar en ellas de más que del remedio del gobierno sin plegarias". La idea absolutista de la corona y del conde-duque, responsable de las medidas de cambio, significaban llevar adelante un programa que reduciría el poder de las Cortes, asimilándolas a las cortes castellanas y obtener así una aportación más grande de los catalanes en cuanto a necesidades militares.
La convocatoria de las cortes de 1640 habría dado por acabadas automáticamente las de Barcelona de 1632 y daría el derecho a la ciudad de Barcelona a exigir el cobro de todas las rentas de la Corona a Cataluña. Con ello y los sucesos en Cataluña en 1640 que acabaron en la Guerra de los Segadores hicieron que estas Cortes no se llegasen a convocar.